# Raumar Jude
Raumar Federico Jude Moller (Montevideo, 21 de mayo de 1929 - 16 de abril de 2009), político uruguayo perteneciente al Partido Colorado.

## Familia
Hijo del legislador y ministro Raúl Jude. 
Casado con Elena Añón, tuvo un hijo, Guillermo, y 4 nietos.

## Carrera política
Fue estudiante de abogacía, abandonando poco después.
En las elecciones de 1958 fue elegido edil en el departamento de Canelones, banca que reconquistó cuatro años después. En 1964 ingresó a la Cámara de Diputados, siendo electo nuevamente como diputado en 1966.
En los años siguientes se integró al movimiento político creado por el presidente Jorge Pacheco Areco, cuya reelección apoyó en los comicios de 1971. Aunque la reforma constitucional propuesta por el pachequismo no fue aprobada, Jude fue elegido senador, banca que ocupó hasta el golpe de Estado del 27 de junio de 1973.
Durante la dictadura militar que se instaló a continuación, formó junto a Jorge Batlle y Amílcar Vasconcellos el triunvirato que dirigió clandestinamente al Partido Colorado entre 1976 y 1983. 
En el plebiscito constitucional impulsado por los militares en 1980, militó por el No.
Participó en el Acto del Obelisco en 1983.
En las elecciones de 1984 fue elegido senador por el pachequismo, siendo reelecto cinco años después. Dejó el Parlamento en 1995.